# Milan Ohnisko

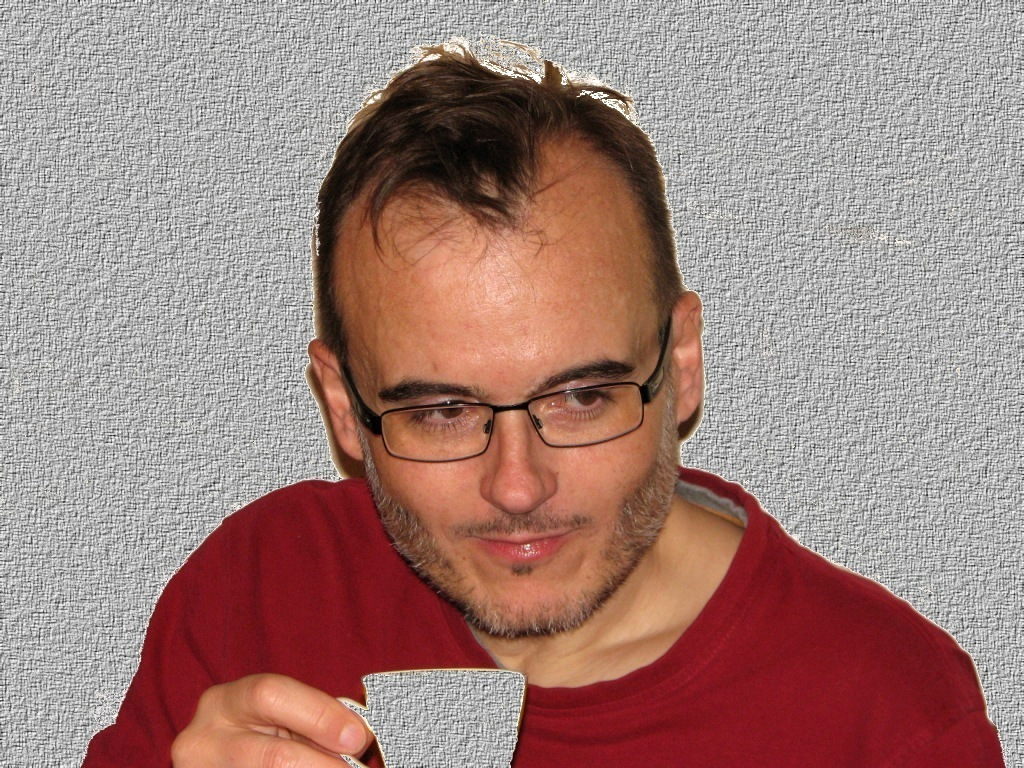
Milan Ohnisko (2011)

Milan Ohnisko (* 16. Juli 1965 in Brünn) ist ein tschechischer Lyriker und Redakteur. Er ist eine bekannte Figur des tschechischen Underground. Er hat ein Gymnasium besucht und machte ein Studium für Bibliothekare, hat aber nie maturiert. Er besaß einen Buchverlag mit angeschlossenem Buchhandel. Ohnisko gehört zu den Unterzeichnern der Charta 77 (1987).

## Werk-Charakteristik
Ohniskos Poesie ist eine Mischung von Naiver Kunst mit Wortspielen und Pointen sowie Neodekadenz mit tragischen Gefühlen und Quijotismus des Outsiders, der gegen den Strom kämpft. Er benutzt und kombiniert Naivität, Ironie, Humor und Absurdität.

## Veröffentlichungen (Auswahl)
- Obejmi démona! (2001)
- Vepřo knedlo zlo aneb Uršulinovi dnové (2003)
- Milancolia (2005)
- Býkárna (mit Ivan Wernisch und Michal Šanda) (2006)
- Love! (2007)
- Azurové inferno (2009)
- Co to je toto? Ivanu Wernischovi k sedmdesátinám (Hrsg., mit Michal Šanda, 2012)
- Nechráněný styk (2012)
- Oh! Výbor z básnického díla. 1985–2012 (Gedicht-Anthologie, 2012)
- Mé erbovní zvíře je strom (2015)
- Světlo v ráně (2016)
- Ostrov (Übersetzung von Aldous Huxleys Roman Eiland, 2018)
- Pět básní (2021)
- Starej pop (2021)